# Maud Arncliffe Sennett

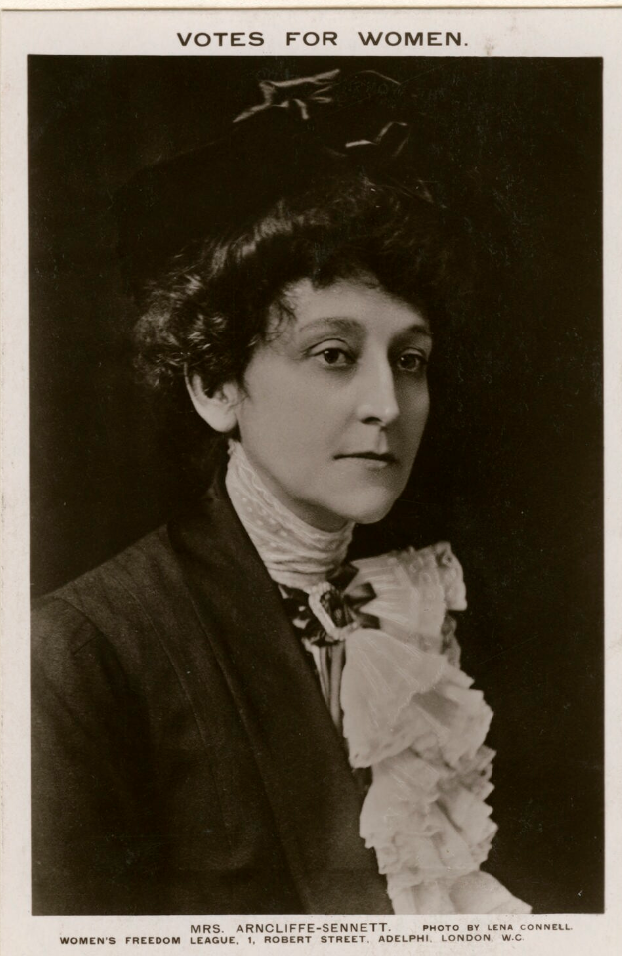
Maud Arncliffe Sennett, Fotografie von Lena Connell für Women's Freedom League, 1908

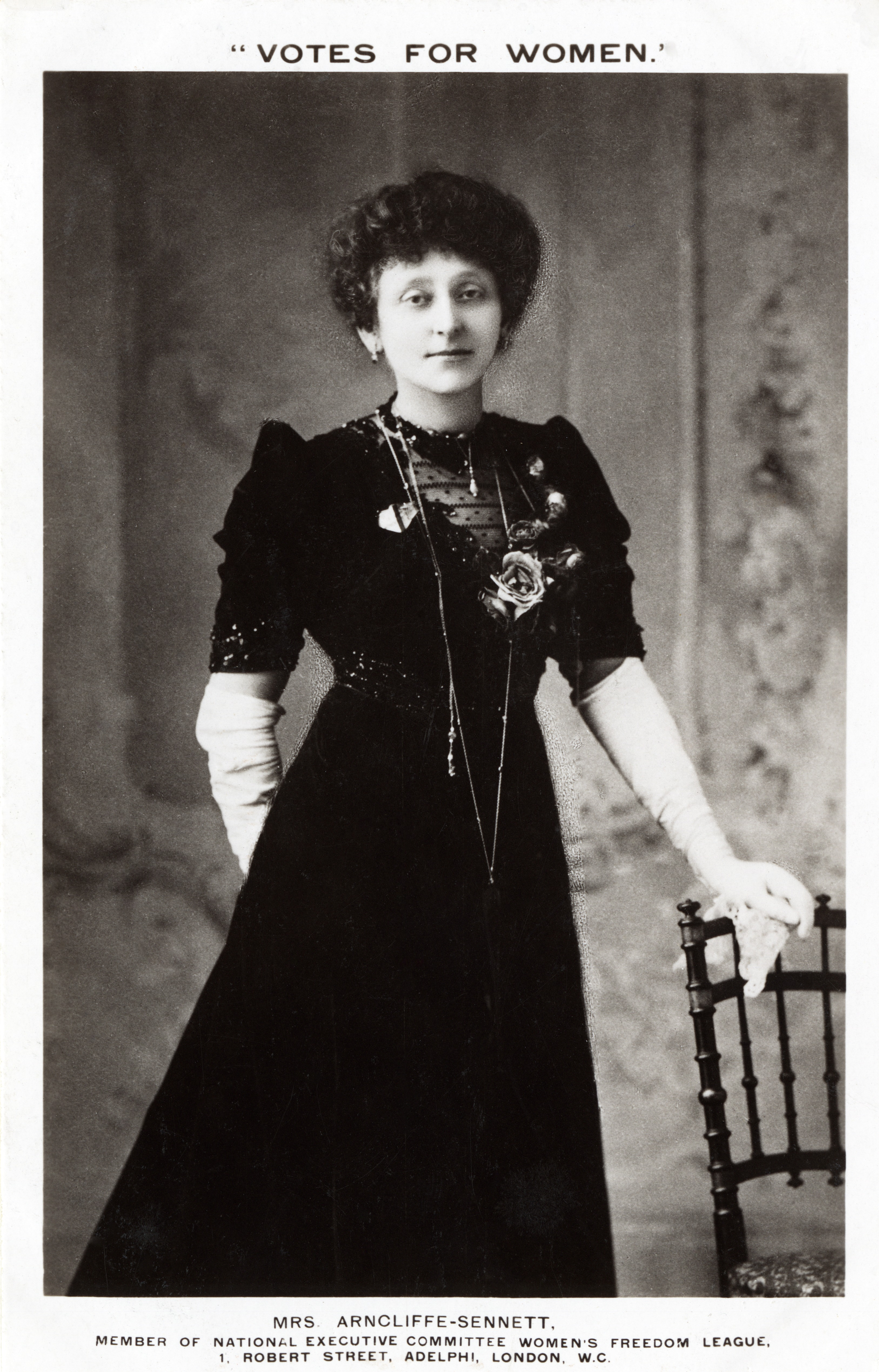
Maud Arncliffe Sennett, 1915

Alice Maud Arncliffe Sennett, geborene Alice Maud Mary Sparagnapane, auch bekannt unter ihrem Bühnennamen Mary Kingsley (* 4. Februar 1862 in London; † 15. September 1936 in Midhurst, Sussex) war eine englisch-britische Schauspielerin und militante Suffragette.

## Leben
Sennett wurde als Tochter von Aurelia Williams und Gaudente Sparagnapane, einem italienischen Immigranten, in London geboren. Die Familie führte ein Geschäft für Weihnachtsgebäck und Süßwaren.
Sennet wurde Schauspielerin und nahm den Namen „Mary Kingsley“ an. Sie spielte an Theatern in England und Schottland und ein Jahr lang in Australien. Ihre Darbietungen als Lady Macbeth wurde in der Presse hoch gelobt. Ein Auftritt als Jeanne d’Arc in Shakespeares Heinrich VI. bei
der Shakespeare-Gedenkfeier 1889 führte dazu, dass 1914 – zu einer Zeit, in der sie als Suffragette bekannt war – diese Rolle gewählt wurde, um ein Porträt von ihr zu malen und im Shakespeare Birthplace Trust in Stratford-upon-Avon aufzuhängen. Ihr Selbstvertrauen im Umgang mit öffentlichem Reden war eine Fähigkeit, die sie immer wieder einsetzte und ihr den Ruf großer Sprachgewalt einbrachte.
Maud Sennett heiratete 1898 und übernahm zusammen mit ihrem Mann Henry Robert Arncliffe Sennett das Familienunternehmen. Sennetts Mann war auch Schauspieler, unter anderem in Nebenrollen bei der Royal Academy of Dramatic Art von Herbert Beerbohm Tree.
1906 las Sennett einen Artikel von Millicent Garrett Fawcett, der sie dazu veranlasste, der London Society for Women's Suffrage beizutreten, die sich an der Organisation des Mud Marchs im Februar 1907 beteiligte. Sennetts Firma stellte 7.000 rot-weiße Rosetten zur Verfügung.
Sennett schloss sich einer Reihe weiterer Wahlrechtsvereine an und war Mitglied der Vorstände der Women’s Freedom League, der Actresses' Franchise League und des Hampstead-Zweigs der militanten Women’s Social and Political Union (WSPU). Sie war Gastgeberin von Veranstaltungen der Suffragetten und forderte auch die Presse auf, ihre Meinungen und ihr Werben, die Militanz in den Demonstrationen für das Frauenwahlrecht nicht zu verurteilen, ebenso prominent zu veröffentlichen wie die Aktionen anderer wie zum Beispiel Fawcetts. Sie kümmerte sich auch, das Presseberichte richtiggestellt wurden, wie zum Beispiel bei einem Bericht über eine Versammlung in Leamington Spa und Äußerungen zur Präsidentin der Women's National Anti-Suffrage League Margaret Child Villiers.
Sennett verurteilte die Zwangsernährung hungerstreikender Suffragetten, darunter Ada Wright, aufs Schärfste und schrieb an den Daily Herald, dies sei so abscheulich, dass man sich seiner Nationalität schämen müsse. Die Körper britischer Frauen so zu entwürdigen, wie es unter britischer Herrschaft geschähe, bedeute der Namer Brite stink in the nostrils of humanity. Es sei ein Wunder, dass Großbritannien das ertrage. 1910 schrieb sie:

„I am an employee of male labour, and the men who earn their living through the power of my poor brain, the men whose children I pay to educate, whose members of Parliament I pay for, and to whose old-age pensions I contribute – these are allowed a vote, while I am voteless.“

„Ich bin eine Angestellte männlicher Arbeitgeber, und die Männer, die ihren Lebensunterhalt mit der Kraft meines armen Gehirns verdienen, die Männer, deren Kinder ich bezahle, um sie auszubilden, deren Abgeordnete ich bezahle und zu deren Altersversorgung ich beitrage - diese haben ein Stimmrecht, während ich stimmlos bin.“

Ihre Schwester Florence Gertrude de Fonblanque war Veranstalterin eines Marsches von Suffragetten von Edinburgh nach London. Nur sechs Frauen machten sich auf den Weg, aber auf dem Weg von Schottland nach London sammelten sie weitere Frauen und gewannen das Interesse der Medien. Sennett unterstützte den Marsch, indem sie bei Ankunft zusammen mit der National Political League, die von Mary Adelaide Broadhurst und Margaret Milne Farquharson gegründet worden war, einen Empfang organisierte.
1910 führte Sennett eine Suffragetten-Abordnung nach Downing Street, um sich an H. H. Asquith und David Lloyd George zu wenden, eine Aktion die zum sogenannten „Schwarzen Freitag“ gehörte. 1911 schlug Sennett die Fensterscheiben der Daily Mail ein, weil sie nicht über eine WSPU-Kundgebung berichtet hatte; sie wurde für einige Tage inhaftiert, aber der Herausgeber der Zeitung zahlte am Ende ihre Geldstrafe.
1913 erkannte sie, dass sowohl Männer als auch Frauen ein Interesse daran haben könnten, Frauen das Wahlrecht zu verschaffen. Sie gründete die Northern Men's League for Women's Suffrage. Sie war der Mittelpunkt dieser Organisation und nannte die Mitglieder „ihre Kinder“. Erneut versuchte sie mit dem erweiterten Einfluss eine Petition an den Premierminister zu platzieren. Der Premierminister lehnte es jedoch ab, sie zu empfangen. Die Organisation bestand bis 1919.
Bei Ausbruch des Ersten Weltkriegs gerieten Sennett und die Women's Freedom League in Konflikt mit Emmeline und Christabel Pankhurst. Sie verhandelten mit der Regierung und erklärten sich bereit, alle politischen Aktivitäten einzustellen und eine Pro-Kriegs-Demonstration zu organisieren. Im Gegenzug erreichten sie die Freilassung aller Gefangenen und 2.000 Pfund für die Kosten. Allen freigelassenen Gefangenen wurde mitgeteilt, dass ihre neue Aufgabe darin bestehe, die Kriegsanstrengungen zu unterstützen. Sennett lehnte diesen Deal ab und unterstützte im Gegenzug Sylvia Pankhurst, die eine ähnliche Haltung vertrat, mit Geld. Sennett wurde Vizepräsidentin der United Suffragists, die 1914 von Emmeline und Frederick Pethick-Lawrence gegründet worden waren.
Nachdem (einige) Frauen 1918 durch den Representation of the People Act 1918 das Wahlrecht erhalten hatten, wurde Sennett ein sicherer Sitz als Abgeordnete in Edinburgh angeboten. Sie lehnte ab, war aber die erste Frau in Großbritannien, die aufgefordert wurde, für das Parlament zu kandidieren.
Später engagierte sich Sennett für den Tierschutz, indem sie die National Anti-Vivisection Society in Midhurst und Haslemere gründete und leitete. Sennett bewahrte auch mehrere Sammelalben mit Erinnerungsstücken an die Wahlrechtskampagnen auf, die sie der British Library schenkte.
Sennett starb 1936 an Tuberkulose. Ihr Mann sorgte dafür, dass ihre Autobiografie The Child 1938 posthum veröffentlicht wurde.